# ليلة أرصد القمر الدولية
ليلة أرصد القمر الدولية هي عبارة عن حدث فلكي يَقوم فيه هواة الفلك حول العالم برصد القمر وتنظم خلاله الجمعيات والنوادي الفلكية والمراكز العلمية والبلانتاريومات وجميع المجتمعات الفلكية الأخرى أنشطة حول القمر. بمناسبة الاكتشافات والأبحاث العديدة التي أعدت حول القمر خلال عام 2009، نظمت ناسا حدثاً أطلق عليه «ليلة أرصد القمر الوطنية» والتي اعتبرت جزءاً من السنة الدولية لعلم الفلك. وفي عام 2010، قررت ناسا توسيع هذه المناسبة، فتواصلت مع المعهد القمري والكوكبي في هوسطن ومنظمة «فلكيون بلا حدود» ومرصد جيميني للمساعدة في الاحتفال بهذه المناسبة حول العالم. وبهذا فقد أصبح الاحتفال يَشمل جميع أنحاء العالم واستبدل اسمه السابق بـ«ليلة أرصد القمر الدولية».